# Chengappalli
Chengappalli es una ciudad censal situada en el distrito de Tirupur en el estado de Tamil Nadu (India). Su población es de 6587 habitantes (2011). Se encuentra a 13 km de Tirupur y a 58 km de Coimbatore.

## Demografía
Según el censo de 2011 la población de Chengappalli era de 6587 habitantes, de los cuales 3325 eran hombres y 3262 eran mujeres. Chengappalli tiene una tasa media de alfabetización del 70,91%, inferior a la media estatal del 80,09%: la alfabetización masculina es del 80,87%, y la alfabetización femenina del 60,83%.